# Kostel svatého Jana Křtitele (Horní Údolí)
Kostel svatého Jana Křtitele v Horním Údolí z roku 1888 je postaven v novogotickém stylu. Základním materiálem je lomový kámen, doplněný žulovými ozdobnými prvky.  Starší barokní kostel postavený na místě dnešního hřbitova byl po výstavbě nového kostela zbořen. 

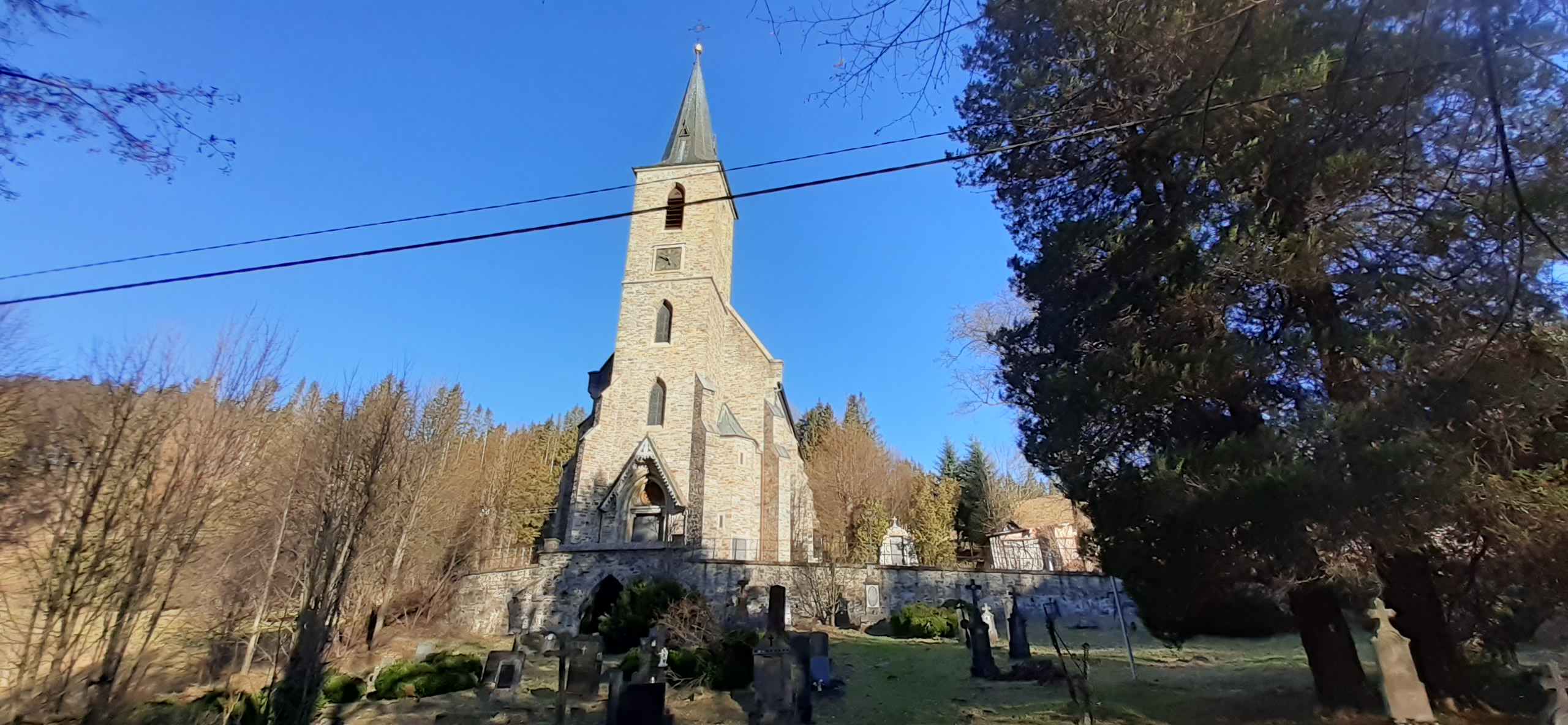

Po odsunu původních německých obyvatel Horního Údolí byl kostel málo využíván a začal chátrat. Roku 1992 bylo vnitřní vybavení odvezeno a kostel opuštěn. Od roku 2002 se o stavbu stará Duchovní správa poutního místa Panny Marie Pomocné a je postupně rekonstruována.
V roce 2003 byl kostel vyhlášen kulturní památkou.